# Josef Bayer

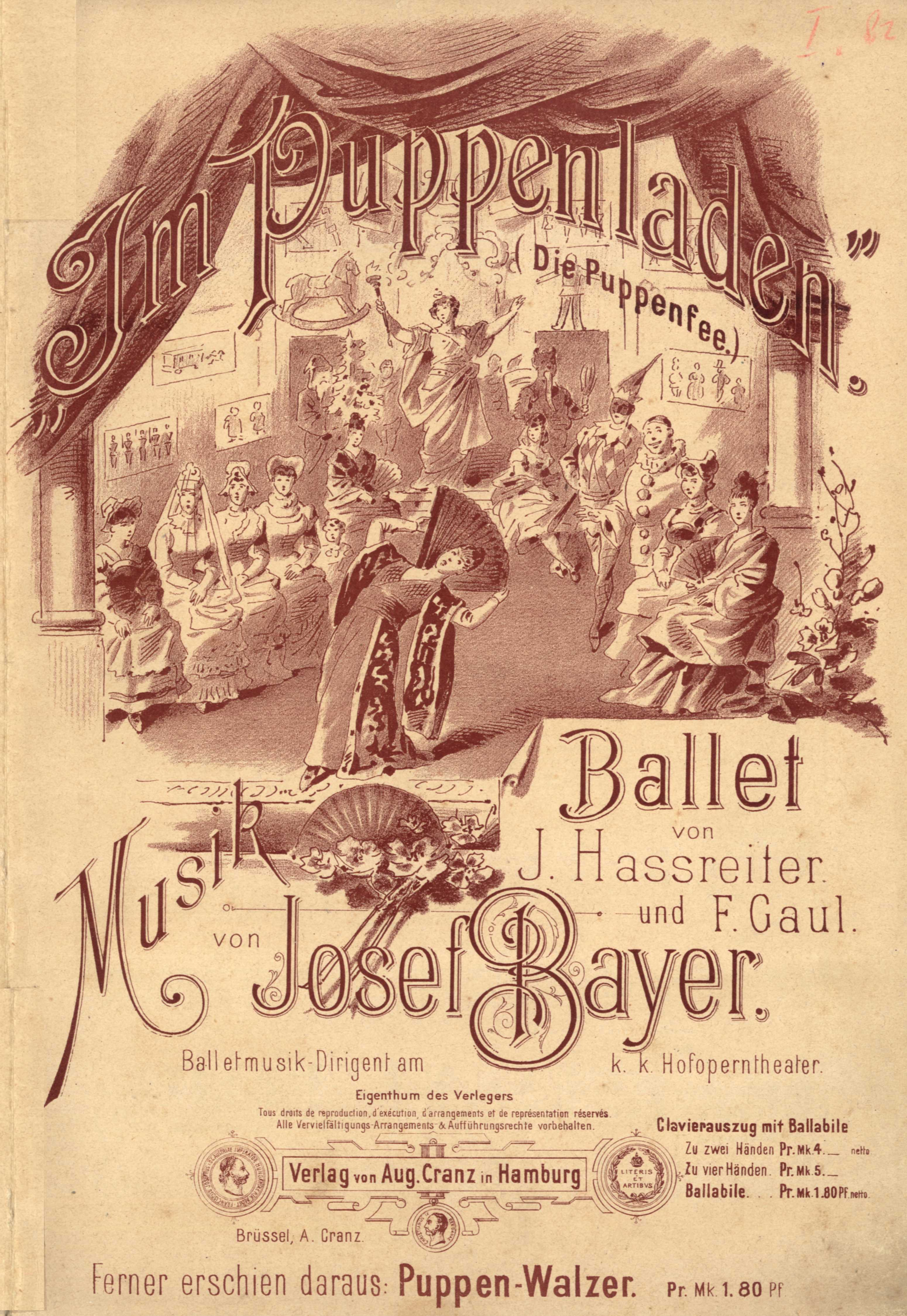
Titelblad van de partituur van Die Puppenfee

Josef Bayer (Wenen, 6 maart 1852 – aldaar, 12 maart 1913) was een Oostenrijks componist, dirigent en violist. Hij was een zoon van de kleermaker Matthias Bayer en zijn echtgenote Magdalena Dubowsky.

## Levensloop
Bayer studeerde aan het Konservatorium der Gesellschaft der Musikfreunde Wien in Wenen. Aldaar studeerde hij bij Josef Hellmesberger sr. (1828–1893) en Carl Heißler (viool), Wilhelm Schenner en Josef Dachs (piano), Anton Bruckner (harmonie) en Felix Otto Dessoff (contrapunt en compositie). Tegelijkertijd studeerde hij aan de Handelsacademie in Wenen.
Na het behalen van zijn diploma's en na de verrichting van de militaire dienst als trommelaar in de Militaire muziekkapel van het Infanterie Regiment "Hoch- und Deutschmeister" nr. 4 in Wenen werd hij in 1870 violist in het orkest van de K.K. Hofoper in Wenen; in deze functie bleef hij tot 1898. Vanaf 1883 werd hij kapelmeester van de K.K. Hofoper en toen in 1885 hem de leiding van het hofoperaballet opgedragen werd, begon zijn grote muzikale carrière.
Hij componeerde niet alleen 20 balletten, dansscènes, meerdere operettes en andere werken, maar heeft ook grote verdiensten om het ballet en werd al binnen zijn leeftijd de meest uitgevoerde balletcomponist ter wereld. Zijn bekendst ballet was de pantomime Die Puppenfee. Vanaf zijn première op 4 oktober 1888 tot nu werd dit werk in de Weense Staatsopera rond 800 keer gespeeld. Verder ging het in meerdere honderden van uitvoeringen rond om de wereld. Generaties van Weense burgerlijke gezinnen voerden haar kinderen met Die Puppenfee, die het oude dansmotief van de levend geworden poppen behandeld en tot voorbeeld voor talrijke vergelijkbare composities werd, in de wereld van het theater in. Ook het in januari 1885 in première gegane ballet Wiener Walzer, dat de ontwikkeling van de Duitse nationale dans in de vorige eeuw onder gebruik van melodieën van Johann Strauss jr., Joseph Lanner en vele andere walsenkoningen natekende, werd een groot succes.
Ter gelegenheid van zijn 30-jarig dirigentenjubileum werd hij in 1900 met het ridderkruis in de Frans Jozef-orde onderscheiden.
Verder nemen dans- en marscomposities in het oeuvre van Bayer een belangrijke plaats in. Ten een verschenen vele enkele nummers (walsen, polka française en polka mazurka) van zijn balletten en operettes, bijvoorbeeld de Japanische (Sieges-)Marsch uit het ballet Die Braut von Korea (De bruid van Korea). Hij schreef ook werken voor blaasorkesten.
Bayer ligt begraven in de buurt van andere componisten en kunstenaars op de centrale begraafplaats (Zentralfriedhof) in Wenen (groep 0, rij 1, nummer 66).

## Composities

### Werken voor orkest
- 1882 Thalia, polka mazurka
- 1890 Puppen-Walzer nach Themen aus dem Ballett: Die Puppenfee (Im Puppenladen), voor orkest
- 1892 Wie ihr wollt! - ein kleines Potpourri in Ton und Bild, voor orkest
- Bade-Galopp
- Christkindl-Polka
- Die Pariser Weltausstellung
- Dorothy-Walzer naar motieven uit de operette "Mister Menelaus"
- Fanfare für das 25. Stiftungsfest der Schlaraffia-Vindobona
- Ganz ein kleiner Schnurrbart naar motieven uit de operette "Fräulein Hexe", polka française
- Japanischer (Sieges-)Marsch uit het ballet "Die Braut von Korea (De bruid van Korea)"
- Kleine Hexen naar motieven uit de operette "Fräulein Hexe", wals
- Paraplui-Marsch
- Sonnen-Walzer
- Wiener-Schlittage-Galopp

### Werken voor harmonieorkest
- 1896 Deutschmeister Regiments-Marsch - gecomponeerd voor het 200-jarig regimentsjubileum van het Infanterieregiment "Hoch- und Deutschmeister"
- Dorothy. Walzer naar motieven uit de operette "Mister Menelaus", voor harmonieorkest
- General-Ritter von Will-Marsch
- Japanischer (Sieges-)Marsch uit het ballet "Die Braut von Korea (De bruid van Korea)"
- Liebenberg-Marsch
- Oberst Roschat-Marsch
- Puppenfee Polka (Papa Mama Polka)
- Zinnsoldaten-Marsch

### Muziektheater

#### Operettes
| Voltooid in | titel                       | aktes       | première                  | libretto                                                                     |
| ----------- | --------------------------- | ----------- | ------------------------- | ---------------------------------------------------------------------------- |
| 1881        | Der Chevalier von San Marco | 3 bedrijven | 4 februari 1881, New York | Heinrich Bohrmann, Julius Riegen, pseudoniem van Julius von St. Albino Nigri |
| 1889        | Der schöne Kaspar           | 3 bedrijven | 1889, Hamburg             | Friedrich Zell, Ignaz Schnitzer                                              |
| 1896        | Mister Menelaus             |             | 1896, Wenen, K.K. Hofoper | Pius Rivalier en Alexander Krakauer                                          |
| 1898        | Fräulein Hexe               |             | 1898, Wenen               | Alfred Maria Willner en Bernhard Buchbinder                                  |
| 1904        | Der Polizeichef             | 3 bedrijven | 1904, München             | Julius Horst en Robert Pohl                                                  |
| 1907        | Spitzbub & Cie.             | 3 bedrijven | 5 juli 1907, Wenen        | Wilhelm Ascher en Robert Pohl, naar Henri Meilhac en Ludovic Halévy          |
| 1907        | Das Damenduell              |             | 1907, Wenen               | P. Rouvier                                                                   |

#### Balletten
| Voltooid in | titel                                                                        | aktes                                | première                                  | libretto                            | choreografie                            |
| ----------- | ---------------------------------------------------------------------------- | ------------------------------------ | ----------------------------------------- | ----------------------------------- | --------------------------------------- |
| 1885        | Wiener Walzer                                                                | 3 taferelen                          |                                           | Louis Ruault-Frappart en Franz Gaul | Josef Haßreiter                         |
| 1886        | Deutsche Märsche                                                             |                                      | 1886, Berlijn                             |                                     |                                         |
| 1888        | Die Puppenfee (La fée des poupées) aanvankelijk als Im Puppenladen getiteld. | 1 akte, 2 scènes                     | 9 april 1888, Wenen, Palais Liechtenstein | Franz Gaul                          | Josef Haßreiter                         |
| 1888        | Österreichische Märsche                                                      |                                      | 1888, Praag                               |                                     |                                         |
| 1889        | Sonne und Erde                                                               | 4 bedrijven 11 taferelen             | 19 november 1889, Wenen, K.K. Hofoper     | Franz Gaul                          | Josef Haßreiter                         |
| 1890        | Ein Tanz-Märchen (Een dans-sprookje)                                         | Prélude 3 bedrijven, en 15 taferelen |                                           | Franz Gaul                          | Josef Haßreiter                         |
| 1890        | Der Kinder Weihnachtstraum                                                   | 1 akte meerdere taferelen            | 1890, Dresden                             | Robert Köller                       |                                         |
| 1891        | Rouge et noir                                                                | Prologue en 3 scènes                 |                                           | H. Regel                            | Josef Haßreiter                         |
| 1892        | Die Welt in Bild und Tanz                                                    | 6 taferelen                          | 1892, Berlijn                             | Franz Gaul                          | Josef Haßreiter                         |
| 1893        | Columbia                                                                     | voorspel en 3 taferelen              | 1893, Berlijn                             | H. Regel                            |                                         |
| 1894        | Rund um Wien                                                                 | Prélude en 6 scènes                  |                                           | Franz Gaul en Alfred Maria Willner  | Josef Haßreiter                         |
| 1897        | Die Braut von Korea (De bruid van Korea)                                     | 4 bedrijven 9 taferelen              |                                           |                                     | Heinrich Hermann Regel, Josef Haßreiter |
| 1898        | Rosa d'amore                                                                 |                                      | 1898, Milaan                              |                                     |                                         |
| 1909        | Das Bilderbuch, Ballet-Feerie                                                | 1 akte                               |                                           | naar Full en Fidelio                | Josef Haßreiter                         |
| 1908        | Aus der Heimat                                                               | 5 taferelen                          | 1908, Wenen                               |                                     | Josef Haßreiter                         |
| 1911        | Nippes                                                                       | 1 akte                               |                                           | Gregor von Pantasi                  | Josef Haßreiter                         |